# Eiserner Vorhang (Theater)

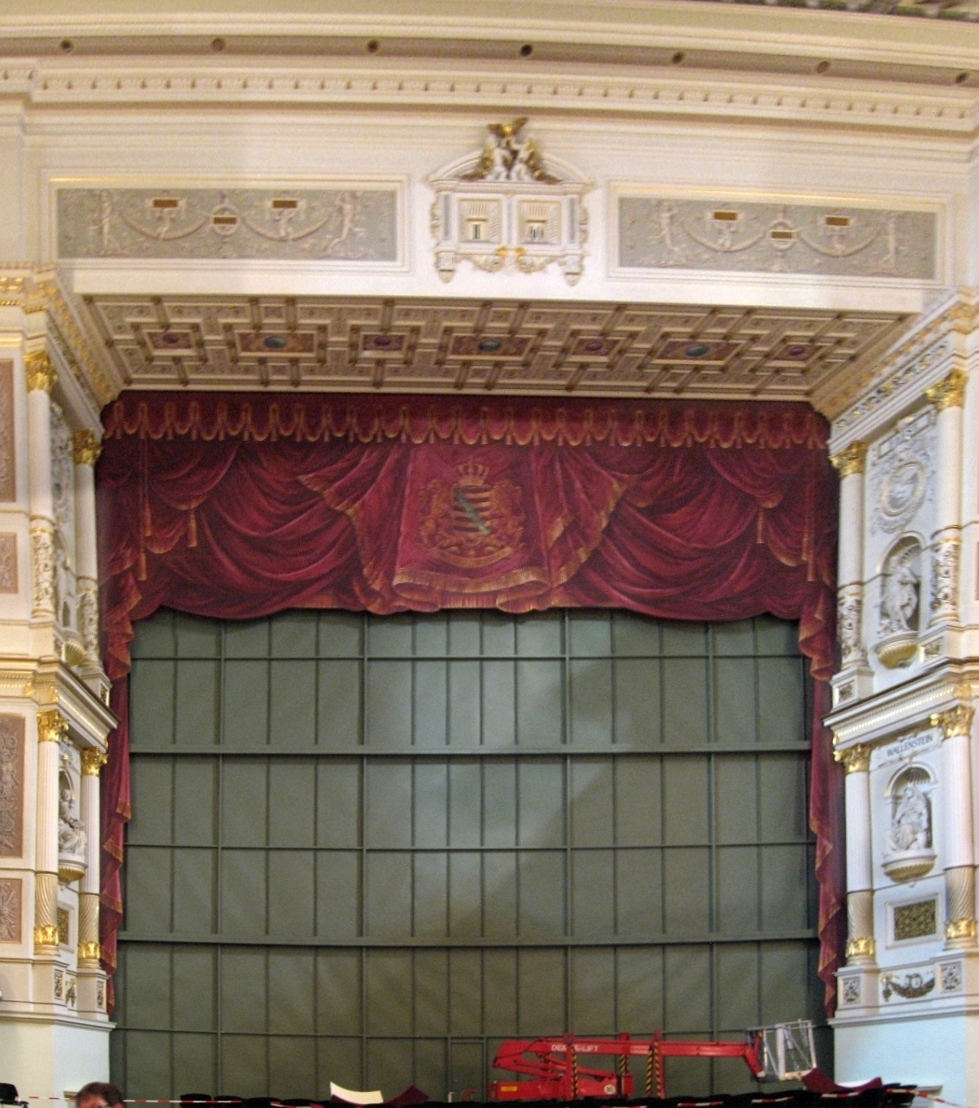
Blick auf die Bühne der Dresdner Semperoper mit geschlossenem eisernen Vorhang

Der eiserne Vorhang (Schutzvorhang) ist eine bauliche Brandschutzeinrichtung in Versammlungsstätten, die das Bühnenhaus als Brandabschnitt vom Zuschauerraum in Form eines Feuerschutzabschlusses trennt, um eine sichere Flucht der Zuschauer zu gewährleisten und den Übergriff des Feuers in andere Gebäudeteile zu verhindern.

## Geschichte
Brände in Theatern kamen im 19. Jahrhundert vermehrt aufgrund des Einsatzes von Gasbeleuchtungen bzw. offenen Flammen vor. Zudem erwiesen sich die damaligen Schutz- und Löschmaßnahmen als unzureichend und oftmals nicht einsatzfähig. Nach großen Bränden im letzten Drittel des 19. Jahrhunderts wurde die Einheit von Zuschauerraum und Bühne als Schwachstelle erkannt.
In Österreich wurde der eiserne Vorhang spätestens seit 1864 von der Feuerwehr empfohlen; seit dem Ringtheaterbrand 1881 in Wien war er gesetzlich vorgeschrieben. Die nach dem Unfall gegründete Asphaleia-Gesellschaft machte es sich zur Aufgabe, ein brandsicheres Mustertheater zu entwickeln, und erwähnt in ihren Dokumentationen einen „Blechvorhang“ bzw. „Metallvorhang“. In Deutschland wurde der Schutzvorhang ab 1889 nach mehreren Theaterbränden ebenfalls Pflicht; in München gab es bereits um 1879 eine „ortspolizeiliche Vorschrift über die Feuerpolizei in Theatern“. Den Beginn der theatertechnischen Neuzeit in Deutschland kann man auf den Bau des Stadttheaters in Halle auf 1886 datieren.
Die Einführung des eisernen Vorhanges im Theater markierte eine Wende im Theaterbau und veränderte maßgeblich die Anforderungen an die Bühnentechnik, da eine große Wand an einem Stück oberhalb der Bühne Platz finden musste. Die großen Aufbauten über den Theaterdächern beherbergten nun neben den maschinentechnischen Einrichtungen für die Dekorationen und Beleuchtungszüge auch den eisernen Vorhang. Der Schnürboden erhielt dadurch eine neue Dimension; künstlerisch entstanden für Bühnenbildner und Autoren neue Möglichkeiten.
Früher wurden oftmals nicht-massive Schutzvorhänge benutzt (sogenannte Drahtcourtinen oder Drahtkurtinen aus Eisendrahtgeflecht, erstmals erwähnt in Lyon, 1787), die wie ein normaler Stoffvorhang eingesetzt wurden. Sie erwiesen sich jedoch als unzureichend, weil sie erst umständlich zugezogen bzw. herabgelassen werden mussten und den bei Feuer entstehenden Druckunterschieden nicht standhielten. Zudem wirkten zu langsam herabgelassene Schutzvorhänge durch die immer kleiner werdende Öffnung im Brandfall als gefährliche Düse, die eine Stichflamme in den Zuschauerbereich werfen konnte. Zur Zeit des Ringtheaterbrands wurden Drahtcourtinen noch als genügend sicher angesehen.

## Technik
Schutzvorhänge sind heute bei Großbühnen vorgeschrieben. Dazu zählen Bühnen mit einer Szenenfläche hinter der Bühnenportalsöffnung von mehr als 200 m², Bühnen mit einer Oberbühne, deren lichte Höhe mehr als 2,5 m über dem Portal beträgt, oder auch Bühnen mit einer Unterbühne. Ein solcher Schutzvorhang muss durch sein Eigengewicht in maximal 30 Sekunden schließen können, wodurch eine Vorhangfahrt auch bei Ausfall der Netzversorgung gewährleistet wird. Während der Fahrt muss ein netzunabhängiges Warnsignal zu hören sein. Die Auslösung per Hand muss an mindestens zwei Stellen erfolgen können.
Im Rechtsraum Deutschlands finden sich die Anforderungen in der Musterversammlungsstättenverordnung, den Versammlungsstättenverordnungen bzw. im Bauordnungsrecht der Bundesländer und der berufsgenossenschaftlichen Vorschrift DGUV Vorschrift 17 (bisher BGV C1), wobei diese auf die Unfallverhütungsmaßnahmen für den Betrieb mit Schutzvorhängen eingeht.
Rein bautechnisch und von der Genehmigungsseite her gesehen sind Zuschauerhaus und Bühne(nhaus) zwei getrennte Brandabschnitte, die im Regelfall durch einen Brandabschluss getrennt sein müssen. Somit ist der Betrieb mit offenem Schutzvorhang der Ausnahmefall, was erklärt, warum der Schutzvorhang nach der Vorstellung heruntergefahren wird. Er muss zu allen arbeitsfreien Zeiten geschlossen sein. Der „eiserne Vorhang“ ist kein Brandschutztor, sondern ein Brandwandersatz, da die Trennwand zwischen Bühnenhaus und Zuschauerhaus aus betrieblichen Gründen eine Bühnenöffnung haben muss.
Der Schutzvorhang darf eine Türöffnung enthalten, deren Türblatt höchstens 1 m breit ist und sich zum Bühnenhaus hin öffnen muss. Ferner muss er einer Druckdifferenz von 450 Pa in beiden Richtungen standhalten und an allen Seiten an feuerbeständige Bauteile (F90) dicht anschließen. Schutzvorhänge dürfen nicht mit Dekorationen unterbaut werden, und es dürfen keine Leitungen im Schließbereich verlegt werden. Die bei Großbühnen vorgeschriebene Sprühwasserlöschanlage muss auch den Schutzvorhang beaufschlagen können, um im Brandfall dessen Standzeit zu erhöhen.
Der Schutzvorhang ist spieltäglich durch Heraufziehen und Herablassen auf ordnungsgemäße Funktion zu überprüfen. Abgesehen davon muss er in regelmäßigen Abständen durch einen Sachverständigen bzw. eine sachkundige Person mit entsprechender Qualifikation überprüft werden. Nach Landesrecht können sich bezüglich der Prüffristen Abweichungen ergeben: Einige Bundesländer fordern jährliche Prüfungen, in Berlin (nach AnlPrüfVO 2005) genügt eine Prüfung in dreijährigem Abstand.

## Künstlerische Nutzung

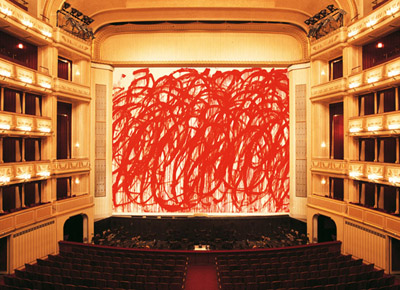
Bacchus von Cy Twombly, eiserner Vorhang in der Wiener Staatsoper, Saison 2010/2011

Eiserne Vorhänge können auch für künstlerische Zwecke genutzt werden. In der Wiener Staatsoper beispielsweise verwandelt seit 1998 eine Ausstellungsreihe, konzipiert vom Wiener museum in progress, die Brandschutzwand zwischen Bühne und Zuschauerraum in einen temporären Ausstellungsraum für zeitgenössische Kunst. Für jede Spielsaison wird der Vorhang von einem anderen Künstler gestaltet. Die bisherigen Künstler umfassen: Tauba Auerbach, John Baldessari, Matthew Barney, Thomas Bayrle, Tacita Dean, Cerith Wyn Evans, Dominique Gonzalez-Foerster, Richard Hamilton, David Hockney, Christine und Irene Hohenbüchler, Joan Jonas, Jeff Koons, Maria Lassnig, Oswald Oberhuber, Giulio Paolini, Rirkrit Tiravanija, Rosemarie Trockel, Cy Twombly, Kara Walker und Franz West.